# Manda pía forzosa
La manda pía forzosa fue un tributo existente en España y sus colonias entre 1811 y 1845, cobrado en forma de legado forzoso incluido en los testamentos y sucesiones intestadas, cuya recaudación estuvo destinada a socorrer a los damnificados por la guerra de Independencia.
Fue decretado por las Cortes de Cádiz el 3 de mayo de 1811; consistía en el pago de 12 reales de vellón en España o 3 pesos en las colonias de América y Asia que deberían ser satisfechos por todas las personas u organismos que fuesen instituidos herederos, ya fuera mediante la inclusión de una cláusula separada en los testamentos de los fallecidos, obligatoria para los notarios receptores del mismo, o por exigencia legal en el caso de los intestados; los pobres de solemnidad estarían exentos de este pago. 
El dinero recaudado estaría destinado a socorrer a los prisioneros y viudas de la guerra de independencia; los curas de las parroquias donde se celebrara el entierro serían responsables de su recaudación y cada tres meses lo transferirían a una junta pía religiosa compuesta por el capitán general de la provincia (si lo hubiera), el presidente de la audiencia, el arzobispo u obispo, un canónigo, el cura más antiguo, el corregidor y el síndico personero; esta misma junta elegiría a las personas merecedoras de la ayuda económica dentro de sus diócesis o provincias y les haría el abono correspondiente, debiendo dar cuenta del mismo al Secretario de Estado y al del despacho de Gracia y Justicia.
Inicialmente fue ideado para estar vigente durante el tiempo que durase la guerra y diez años más, pero transcurrido este tiempo fue objeto de varias prórrogas: Fernando VII decretó la continuación de su exacción mediante sendas órdenes de 1819, 
1825, 
1827 
y 1831.  
En 1837 el ministro de Hacienda propuso su abolición, dado el carácter odioso de este tributo y la dificultad y escasez de su recaudación, pero no desapareció hasta 1845, cuando en la reforma fiscal de Mon-Santillán fue refundido en la contribución de inmuebles, cultivo y ganadería, siendo ratificada según decreto de Isabel II de 1855.
En el año 1835, dada la gran cantidad de fallecimientos ocasionados por la epidemia de cólera morbo, se recaudaron 857.092 reales; en 1840 el monto se redujo a 503.390 reales.